# Annalisa Strada
Annalisa Strada (Adro, 13 maggio 1969) è una scrittrice italiana di libri per bambini e ragazzi.

## Biografia
Vive e lavora in provincia di Brescia. si è laureata in Lettere moderne all'Università degli Studi di Milano nel 1993, si occupa di servizi editoriali fino al 2006; dopo quell'anno insegna come docente di lettere nella scuola secondaria di primo grado.
È sposata con Gianluigi Spini, con lui ha scritto numerosi libri.
Dal 2002 pubblica albi illustrati, testi per primi lettori, per bambini per ragazzi e per adulti con vari editori.

## Premi e riconoscimenti
- Premio Gigante delle Langhe, 2010, con “Il laboratori di Mastino Machiavelli – Fino all’ultima mosca”, categoria Scuola Primaria.
- Premio Arpino, 2011, con “1861: un’avventura italiana” categoria Scuola Secondaria di Primo Grado. Primo classificato.
- Premio Arpino, 2012, con  “Il laboratori di Mastino Machiavelli – Piantala, Mastino!”, categoria Scuola Primaria. Secondo classificato.
- Premio Andersen, 2014, con “Una sottile linea rosa”, categoria “Miglior libro over 15”.
- Premio Selezione Bancarellino, 2017, con “Io, Emanuela”.
- Premio Cento, 2017, Categoria Scuola Secondaria di Primo Grado, Primo classificato con "Io, Emanuela".
- Premio Nazionale Franciacorta, 2024.
- Premio della Brescianità, 2025

## Opere
- Il Libro dei Morti, Pelledoca Editore 2021;
- La Casa del Male, scritto con Gianluigi Spini, DeA 2021;

- Leopardi era un figo,Il battello a vapore,2020
- Omero era un figo,Il battello a vapore,2020
- Manzoni era un figo,Il battello a vapore,2020
- Dante era un figo,Il battello a vapore,2020
- Una lunghissima notte, Pelledoca, 2019

- La resistenza dei Fratelli Cervi, con Gianluigi Spini, EL, Einaudi Ragazzi, 2018

- Topi ne abbiamo?, De Agostini, 2017
- Una scintilla di noia, San Paolo Edizioni, 2017;
- Il bambino perfetto, Giunti, Collana Colibrì, 2017;
- Il principe sul pisello, Coccolebooks, 2017;
- #lemedie, Fuori Classe, Giunti Junior, 2017;
- Alla ricerca del mostro perduto, Serie Azzurra, BAV, 2016;
- Io prima, io dopo, Coccole Books, 2016;
- Aiuto, che cosa mi succede? Amore, sesso e altri disastri, Battello a Vapore, Piemme, 2016;
- Io, Emanuela agente di scorta di Paolo Borsellino, Einaudi Ragazzi, 2016;
- #lemedie, Ok… Panico!, Giunti Junior, 2016;
- Leopardi e l’amore nascente, Raffaello Editore, 2016;
- MMS, chi dice la verità?, Euno Editore, 2015;
- Vediamoci chiaro, Mondadori, Junior, 2015;
- Allora non scrivo più!, Piemme, BAV, Serie Azzurra, 2015;
- Galileo, esploratore del cielo, Edizioni EL, Grandissimi, 2015;
- Perbacco! Che bello!, Einaudi ragazzi, Storie e Rime, 2015;
- Mamma, ti ricordi di venirmi a prendere?, Piemme, Battello a Vapore, Arcobaleno, 2015;
- Denti di gallina, collana Gli Alberini, Giunti, 2015;
- Chiedilo alle cipolle, Mondadori, serie I sassolini a colori, Rossi, 2015;
- App, multilingue, Gattomondo, Taffitami, 2015;
- La rivincita della mamma imperfetta, romanzo di sopravvivenza, Piemme, 2015;
- L'isola dei libri perduti, Einaudi Ragazzi, 2014;
- Questa sono io, coautore con Lodovica Cima, Il Castoro Editore, 2014;
- Il rogo di Stazzema, coautore con Gianluigi Spini, Battello a Vapore serie Rossa, Piemme, 2014;
- Una sottile linea rosa, Giunti, Extra, PREMIO ANDERSEN 2014, miglior libro over 15, 2014;
- Quella serpe di mia sorella, Mondadori, Collana i Sassolini a colori, blu, 2014;
- Chiamarlo amore non si può, AAVV, Mammeonline, 2013;
- Abbasso i libri! Viva i libri!, Fabbri Rcs scuola (4-5 scuola primaria), 2013;
- I mestieri di papà, collana Gli Scriccioli, Nord-Sud, Salani, 2013;
- Avanti, c'è posto!, collana Pizza Tandoori, Battello a Vapore, Piemme, 2012;
- Scintille in famiglia, collana Pizza Tandoori, Battello a Vapore, Piemme, 2012;
- Ciao, siamo amici!, De Agostini, Chicco BabyBoo, da 36 mesi, 2012;
- Lavarsi è bello, De Agostini, Chicco BabyBoo, da 24 mesi, 2012;
- La scala per la Luna, Gli Scriccioli, Ape Junior, Salani Editore, 2012;
- I love Olimpiadi, con Gianluigi Spini, Collana Parco delle Storie, Edizioni Paoline, 2012;
- Salviamo il mondo, insieme!, antologia di autori e illustratori italiani per i 50 anni del WWF, Piemme, Il Battello a Vapore, 2011;
- Foreste, WWF e Franco Cosimo Panini, albo illustrato, 2011;
- Mastino, piantala! Collana Laboratori Scientifici Mastino Macchiavelli, Ed. San Paolo, con il patrocinio del WWF, 2011;
- La Bella Addormentata è un tipo sveglio, Piemme, Il Battello a Vapore, Serie Azzurra, 2011;
- Ho una classe di cinghiali, allegato al Messaggero Ragazzi di agosto, 2011;
- Mia mamma? Te la presto! Collana PizzaTandoori, ed. Piemme, 2011;
- Jaya e Nina sorelle per forza Collana PizzaTandoori, ed. Piemme, 2011;
- 1861, un'avventura italiana, Ed. Paoline, PREMIO G. ARPINO, 2011;
- L'oceano in bottiglia Collana Laboratori Scientifici Mastino Macchiavelli, Ed. San Paolo, con il patrocinio del WWF, 2010;
- Ho un fratellino!, Piemme, Il Battello a Vapore, Serie Arcobaleno, Ed. Piemme, 2010;
- Fino all'ultima mosca, Collana Laboratori Scientifici Mastino Macchiavelli, Ed. San Paolo PREMIO GIGANTE DELLE LANGHE, 2010;
- Co-operiamo la Costituzione e la cooperazione, Il Segno dei Gabrielli Editore, 2010;
- Gli ZumPaZum e la Terra Perduta, Città Aperta Edizioni, 2009;
- Viva... la Costituzione! La costituzione spiegata ai bambini, Il segno dei Gabrielli editore, 2008;
- Amore, cuore, sesso. L'adolescenza passo dopo passo, Ed. San Paolo, 2008;
- Sono nato. Dalla nascita alla crescita in sette mosse, Ed. San Paolo, 2008;
- Io lo odio! Collana I sentimentu a colori, Ed. San Paolo, 2008;
- Una mosca non è un ragno Collana “Raccontami una storia” Il Segno dei Gabrielli, 2008;
- La ladra di colori Collana I sentimenti a colori, Ed. San Paolo, 2008;
- Guarda che faccia Collana I sentimenti a colori, Ed. San Paolo, 2008;
- Ti faccio un regalo Collana I sentimenti a colori, Ed. San Paolo, 2007;
- Vedo rosso! Collana I sentimenti a colori, Ed. San Paolo, 2007;
- Io sono il re! Collana “Raccontami una storia” Il Segno dei Gabrielli Editore, 2007;
- I Terristogatti (l'attentato alle Torri Gemelle) collana Accadde Così, Esselibri Simone Scuola, 2007;
- L'uomo con due mani (l'Eta e le rivendicazioni dei paesi Baschi) collana Accadde Così, Esselibri Simone Scuola, 2007;
- La quercia che balla (l'infanzia negata) collana Accadde Così, Esselibri Simone Scuola, 2007;
- Gli inventori botanici ed. Paoline, 2007;
- È mio, lo voglio! collana I sentimenti a colori, Ed. San Paolo, 2007;
- Come sono contento! collana I sentimenti a colori, Ed. San Paolo, 2007;
- Come la invidio! collana I sentimenti a colori, Ed. San Paolo, 2007;
- Ricci & Capricci, EssEffeEdizioni Scuola del Fumetto, 2006;
- Nemici per la pelle, Esse Libri, 2006;
- Pierino e il lupo (da un'idea di Lucio Dalla, con illustrazioni di Gianluca Neri), A. Mondadori, 2006;
- Le tre caramelle, Hablò edizioni, 2006;
- Uno di troppo (la storia della rivolta zapatista negli Altos del Chiapas raccontata ai ragazzi), Hablò edizioni, collana Trecentosessanta, 2005;
- Il condominio (la storia della guerra in Iraq raccontata ai ragazzi), Hablò edizioni, collana Trecentosessanta, 2005;
- Oggetti smarriti, Loffredo Editore, 2005;
- Cinque contro tutti, Esse Libri, 2005;
- Enrica la formica senza sedere: il solito problema, edizioni Ape Junior, 2005;
- Enrica la formica senza sedere: guai al formicaio, edizioni Ape Junior, 2005;
- Una nonna da educare, Loffredo Editore, 2004;
- (con Gianluigi Spini) In scena!, edizioni Paravia Bruno Mondadori, 2004;
- Enrica la formica senza sedere edizioni Ape Junior, 2004;
- Chi ride in giardino? edizioni Arka, 2003;
- Il grande gioco edizioni Edisco, 2003;
- Come nasce la casa edizioni Panini, 2003;
- (con Gianluigi Spini) Le stelle del cielo, ed. Demetra, 2000;
- (con Gianluigi Spini) Gli alberi, i polmoni della Terra, ed. Demetra, 2000;
- (con Gianluigi Spini) Giochi da viaggio, De Vecchi editore (tradotto in spagnolo), 1999;
- (con Gianluigi Spini) I più bei giochi di prestigio per grandi e piccini, De Vecchi Editore (tradotto in francese), 1999;
- (con Clementina Coppini) Pinocchio, ed. Walt Disney, collana Classic, 1999;
- Coautrice de Barzellette per ragazzi, Mariotti Publishing, 1999;
- Il gatto con gli stivali (sceneggiatura) in Sognalibro, Edizioni Bruno Mondadori, 1998;
- Collaborazione ai testi de Le fiabe d'oro, ed. Dami, 1998;